# Coendou nycthemera
Coendou nycthemera é uma espécie de roedor da família Erethizontidae.
É endêmica do Brasil, onde pode ser encontrada apenas nos estados do Amazonas e Pará. Indivíduos da espécie são presa da harpia, ou gavião-real. 